# Fair Haven (New Jersey)
Pour les articles homonymes, voir Fair Haven.
Fair Haven est un borough situé dans le comté de Monmouth, dans l’État du New Jersey, aux États-Unis.